# 103번가역 (IRT 렉싱턴 애비뉴선)
103번가역(103rd Street)은 뉴욕 지하철 IRT 렉싱턴 애비뉴선의 완행역이다. 이스트 할렘의 렉싱턴 애비뉴와 103번가 교차로에 위치하며 전시간 6, 평일 혼잡 방향 <6>, 심야 4 열차가 운행된다.
이 역은 인터버러 래피드 트랜싯 컴퍼니(IRT)의 이중 계약의 일부로 건설되었으며 1918년에 개통되었다. 1990년과 2015~2016년에 개조되었다.

## 역사

### 건설 및 개장
원래의 지하철이 완공된 후, 42번가 북쪽의 맨해튼 동쪽을 따라 노선을 건설할 계획이 있었다. 42번가 북쪽의 연장이 된 것에 대한 원래 계획은 어빙 플레이스를 통해 남쪽으로 계속해서 9번가와 브로드웨이의 현 BMT 브로드웨이선으로 이어지는 것이었다. 1911년 7월, IRT는 회담에서 탈퇴했고, 브루클린 래피드 트랜싯 컴퍼니(BRT)는 렉싱턴 애비뉴에서 운영될 예정이었다. IRT는 1912년 2월 27일 이중 계약의 일부가 된 것에 대한 제안서를 제출했다.
1913년 3월 19일에 체결된 이중 계약의 일환으로  공공 서비스 위원회는 원래 인터버러 래피드 트랜싯 컴퍼니(IRT) 시스템을 "Z" 시스템처럼 보이는 것에서 (노선도에서 보이는 바와 같이)"H"자형 시스템으로 분리할 계획이었다. 원래 시스템은 세 부분으로 나뉜다.: 두 개의 남북 노선은 렉싱턴 애비뉴선과 브로드웨이-7번로선을 통해 열차를 통과하고, 42번가 아래에서 동서 셔틀을 운행한다. 이것은 대략 "H"자 모양의 시스템을 형성한다. 지하철 연장은 어퍼 이스트 사이드와 브롱크스의 성장으로 이어질 것이라고 예측되었다.
103번가역은 1918년 7월 17일에 개통되었으며, 처음에는 그랜드 센트럴 42번가와 167번가 사이에서 노선의 완행 선로를 통해 운행되었다. 8월 1일, "H 시스템"이 도입되었고, 새로운 동측 및 서측 간선 노선에서 운행을 시작했으며, 양측 간의 오래된 연결을 따라 42번가 셔틀이 설치되었다. 그랜드 센트럴에서의 연장 비용은 5,800만 달러였다.

### 역 개조
이 역은 1990년에 개조되었다.
하행 승강장은 2015년에 신규 흰 벽 타일, 새 바닥 타일 및 벤치가 배치되어 개조되었다. 2016년 1월 26일부터 2016년 5월 23일까지 상행 승강장은 개보수를 위해 폐쇄되었으며, 하행 승강장과 동일한 스타일로 진행되었다. 개보수는 계획보다 약 한 달 일찍 완료되었다.

## 역 구조
틀:NYCS Platform Layout IRT Lexington Avenue Line/Park Avenue South stations

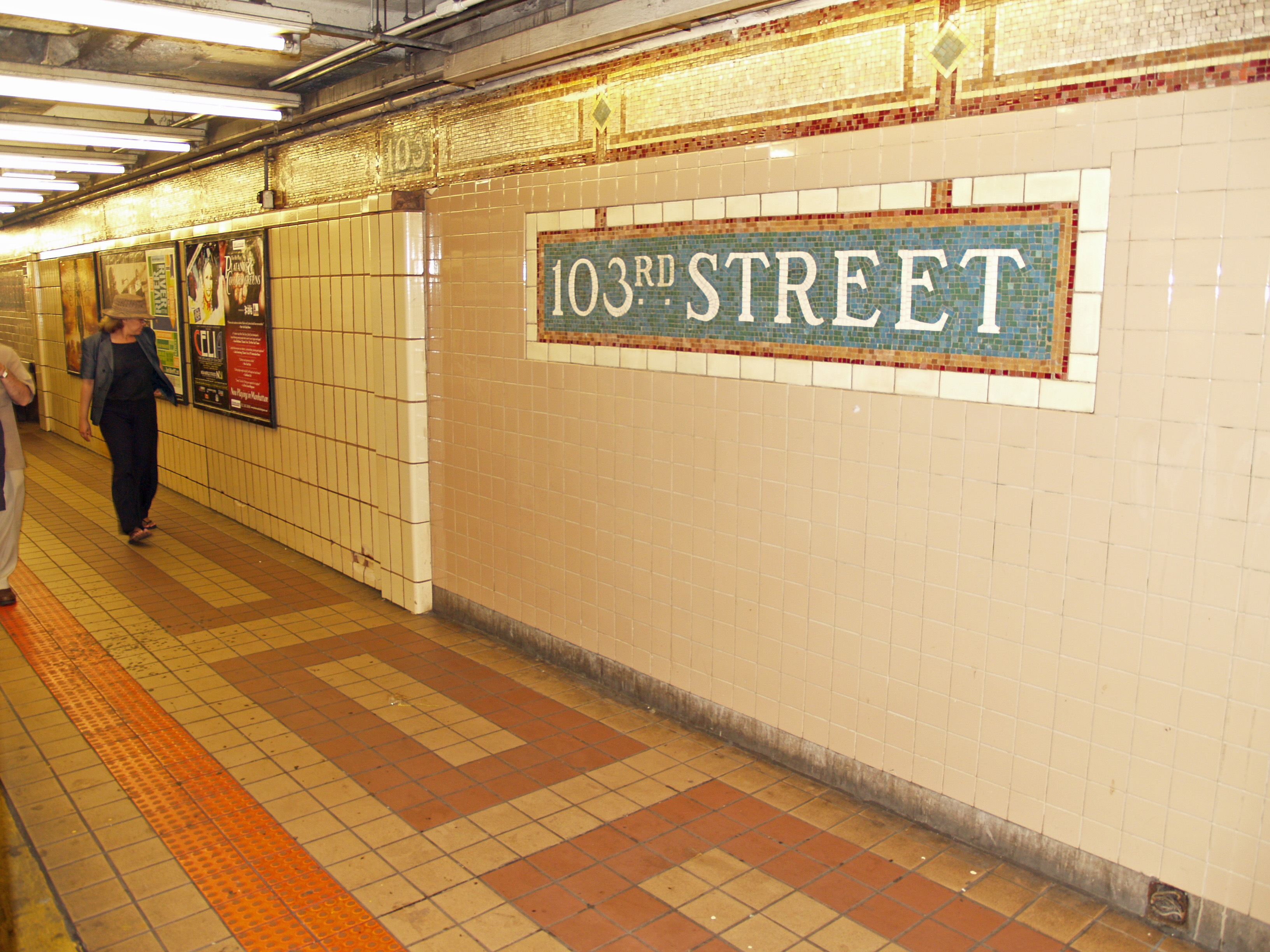
2015년 개조전 벽 타일

2면 4선의 상대식 승강장 구조를 갖춘 지상역이다. 두 개의 중앙 급행 선로는 낮 시간대에 4, 5 열차가 사용한다. 6 열차는 전시간, 4 열차는 심야에 이 역에 정차한다.
110번가를 제외한 |그랜드 센트럴-42번가와 125번가 사이의 다른 모든 역은 상층부에 완행 선로가 있고 하층부에 급행 선로가 있으며, 비상 출구는 완행역에 제공된다.
두 승강장 모두 일정한 간격으로 "103" 명판이 있는 원래 트림 라인과 원래 모자이크에 "103RD STREET"라고 표시된 명판이 있다. 1990년 역 보수 이전에는 103번가 모자이크를 위의 수평 지지대에 매달려 있는 표지판으로 묘사하기 위해 모자이크 타일이 사용되었다. 이 "signholders"는 1990년에 덮였다. 비상 전화는 남행 완행 승강장의 바로 남쪽이 있다.
이곳의 1990년 세라믹 작품은 이 지역의 카리브해 및 라틴 아메리카의 유산을 바탕으로 한 니차 투피뇨의 Neo-Boriken이다. 첨부된 명판에 따르면, P.R.O.M.I.S.E. (푸에르토리코 성장 연구 교육 및 자급단체)가 벽화 자금을 지원했다. 이것은 Tufiño가 MTA Arts & Design을 위해 만든 두 개의 프로젝트 중 하나이며, 다른 하나인 그녀가 lead artist로 참여한 커뮤니티 프로젝트인 "Westside Views"는 86번가역에서 찾을 수 있다.

### 출구
역의 유일한 출구는 남쪽 끝 근처의 승강장과 선로 위의 대합실이다. 각 승강장마다 2개의 계단이 있고, 횡단로로 사용할 수 있는 대기공간과 개찰구 뱅크, 토큰 부스, 103번가와 렉싱턴 애비뉴의 남동·남서쪽 모퉁이로 올라가는 2개의 거리 계단이 있다. 대합실에는 상행·하행을 나타내는 모자이크 명판이 있다. 102번가와 103번가 사이에 있는 렉싱턴 애비뉴의 급경사면인 더피스 힐에 위치한 만큼 각 출구 계단을 둘러싼 담장은 각 구간이 서로 다른 높이에 있는 점이 특이하다.